# Im Lebenswirbel
Im Lebenswirbel ist ein 1916 gedrehtes, deutsches Stummfilmmelodram mit Asta Nielsen, das erst zum Jahresbeginn 1918 in den Kinos anlief.

## Handlung
Margit Lind, die Frau eines Landschaftsmalers, hat sich in dessen Freund Arvid Sund verliebt. Dennoch bleibt sie eine treu sorgende Ehefrau am Krankenbett ihres Gatten, bis dieser stirbt. Als Witwe muss Margit nun neue Wege beschreiten und verdingt sich ihren Lebensunterhalt als Lautenspielerin in einem Kabarett. Eines Tages lernt sie dort einen jungen Mann kennen. Er heißt Knut und ist ein Bruder Arvids. Rasch verlieben sich beide ineinander und verloben sich. Knut reist mit seiner Braut aufs väterliche Gut, wo Margit erneut auf Arvid trifft. Dort erwacht wieder beider einstige Liebe zueinander. Margit hat sich nun endgültig für Arvid entschieden, und beide planen die gemeinsame Flucht. Da kreuzt Knut auf und verursacht den Tod Margits.

## Produktionsnotizen
Im Lebenswirbel war neben Das Eskimobaby, Dora Brandes, Die Rose der Wildnis, Die Börsenkönigin, Der erste Patient, Das Waisenhauskind und Das Liebes-ABC einer von acht Filmen, die Asta Nielsen im Sommer 1916 für den Verleih Neutral-Film unter einfachsten Bedingungen drehte. Nielsen finanzierte Im Lebenswirbel sowie die weiteren Filme selbst, die Dreharbeiten fanden im von ihr angemieteten Union-Atelier in Tempelhof statt. Nach Fertigstellung von Dora Brandes und Das Liebes-ABC kam es zu Zahlungsdifferenzen, sodass Nielsen nach eigener Aussage die Zusammenarbeit mit der Filmgesellschaft gerichtlich löste und die gedrehten, aber noch nicht fertiggestellten Negative an eine andere Filmgesellschaft verkaufte. Diese war dabei laut Vertrag zur Versicherung der Negative verpflichtet, wobei die Versicherungskosten bei eventuellem Schaden an Nielsen ausgezahlt werden sollten. Tatsächlich wurden sämtliche sechs Originalnegative der Filme kurze Zeit nach der Uraufführung beim Brand einer Kopieranstalt vernichtet. Dennoch hat offensichtlich zumindest eine, in den Niederlanden aufgefundene Kopie von Im Lebenswirbel den Brand überlebt. Die Verleihfirma beanspruchte das Geld der Versicherung jedoch für sich. Der sich anschließende Gerichtsprozess zwischen der Firma und Asta Nielsen wurde erst 1922 zu Nielsens Gunsten entschieden, als die Versicherungssumme durch die Inflation bereits wertlos geworden war.
Im Lebenswirbel war die erste Filmregie von Heinz Schall, passierte die Filmzensur im November 1917 und wurde am 11. Januar 1918 im Marmorhaus uraufgeführt. Der im Literaria-Film-Atelier von Berlin-Tempelhof gedrehte, vieraktige Film besaß eine Länge von 1597 Metern.
Carl Ferdinand Fischer (1889–1957) war ein dänischer Kameramann, der speziell für Nielsens 1916er Produktionen nach Berlin geholt wurde.

## Kritik
In Paimann’s Filmlisten ist zu lesen: „Stoff, Photos und Szenerie sehr gut. Spiel ausgezeichnet.“

„Dieser Film wurde erst vor wenigen Jahren in den Niederlanden wieder aufgefunden. Sehr eindrucksvoll ist in ihm die Raumgestaltung – des großbürgerlichen Interieurs etwa oder der üppigen Gartenanlage des Gutshofes.“